# Larix gmelinii
Larix gmelinii là một loài thực vật hạt trần trong họ Thông. Loài này được (Rupr.) Kuzen. miêu tả khoa học đầu tiên năm 1920.